# Lucky (album Janitor Joe)
Lucky – drugi album zespołu Janitor Joe wydany w 1994 roku przez wytwórnię Amphetamine Reptile Records. Nagrań dokonano w Terrarium.

## Lista utworów
1. „Fragile X” (muz. i sł. Janitor Joe) – 2:47
2. „Pest” (muz. i sł. Janitor Joe) – 3:36
3. „That Crazy Guy” (muz. i sł. Janitor Joe) – 2:17
4. „Motormouth” (muz. i sł. Janitor Joe) – 2:43
5. „Piss Corner” (muz. i sł. Janitor Joe) – 3:19
6. „Flyblown” (muz. i sł. Janitor Joe) – 2:45
7. „Low Impact Conflict” (muz. i sł. Janitor Joe) – 3:24
8. „No Smokes For Wave” (muz. i sł. Janitor Joe) – 2:56
9. „Naked Ape” (muz. i sł. Janitor Joe) – 3:19
10. „Karl” (muz. i sł. Janitor Joe) – 2:36
11. „Mutton” (muz. i sł. Janitor Joe) – 5:30

## Skład
- Joachim Breuer – śpiew, gitara
- Wayne Davies – gitara basowa
- Matt Entsminger – perkusja

produkcja
- Brian Paulson – nagranie i mastering
- Janitor Joe – produkcja